# Caméra d’Or

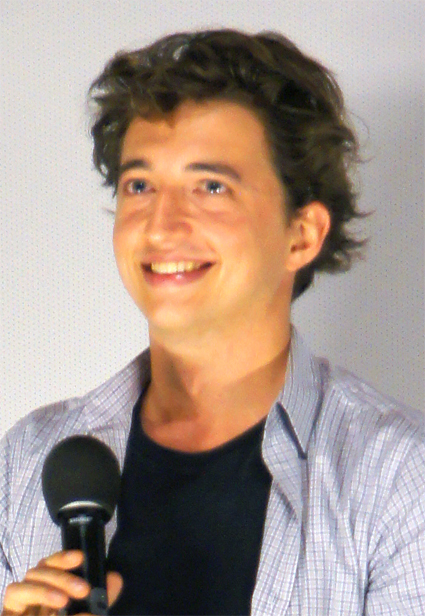
Preisträger 2012: Benh Zeitlin

Der Filmpreis Goldene Kamera (Caméra d’Or) wird anlässlich der Internationalen Filmfestspiele von Cannes vergeben.
Der Preis wurde 1978 vom damaligen Festivalpräsidenten Gilles Jacob ins Leben gerufen, um den besten Debütfilm auszuzeichnen. Der Sieger wird dabei von einer unabhängigen, international besetzten Jury bestimmt, die aus Filmregisseuren, Filmtechnikern und -kritikern besteht; so bestand die Jury 2007 aus dem Regisseur Pawel Lungin, dem Kameramann Renato Berta, der Dokumentarfilmerin Julie Bertuccelli und der Schauspielerin Clotilde Courau.
Die Auszeichnung wird im Rahmen der Schlusszeremonie an den Regisseur des Filmes verliehen.
Für Filme, die den Preis nicht gewinnen konnten, aber dennoch einen außergewöhnlichen Erstlingsfilm darstellen, gibt es eine besondere Erwähnung (Caméra d’Or – Mention Spéciale oder Mention d’honneur).

## Preisträger
| Jahr | Filmtitel                                                                    | Regisseur                                                         |                                                                   |
| ---- | ---------------------------------------------------------------------------- | ----------------------------------------------------------------- | ----------------------------------------------------------------- |
| 1978 | Alambrista!                                                                  | Robert M. Young                                                   |                                                                   |
| 1979 | Nordlicht in Dakota (Northern Lights)                                        | John Hanson                                                       |                                                                   |
| 1980 | Histoire d’Adrien                                                            | Jean-Pierre Dennis                                                |                                                                   |
| 1981 | Desperado City                                                               | Vadim Glowna                                                      |                                                                   |
| 1982 | Sterben mit 30 (Mourir à 30 ans)                                             | Romain Goupil                                                     |                                                                   |
| 1983 | The Princess (Adj király katonát)                                            | Pál Erdöss                                                        |                                                                   |
| 1984 | Stranger than Paradise                                                       | Jim Jarmusch                                                      |                                                                   |
| 1985 | Oriana                                                                       | Fina Torres                                                       |                                                                   |
| 1986 | Schwarz und Weiß (Noir et Blanc)                                             | Claire Devers                                                     |                                                                   |
| 1987 | Robinzoniada, anu chemi ingliseli Papa                                       | Nana Dschordschadse                                               |                                                                   |
| 1988 | Salaam Bombay!                                                               | Mira Nair                                                         |                                                                   |
| 1989 | Mein 20. Jahrhundert (Az én XX. századom)                                    | Ildikó Enyedi                                                     |                                                                   |
| 1990 | Halte still - stirb - erwache (Замри, умри, воскресни!)                      | Witali Kanewski                                                   |                                                                   |
| 1991 | Toto der Held (Toto le Héros)                                                | Jaco Van Dormael                                                  |                                                                   |
| 1992 | Mac                                                                          | John Turturro                                                     |                                                                   |
| 1993 | Der Duft der grünen Papaya (Mùi đu đủ xanh)                                  | Trần Anh Hùng                                                     |                                                                   |
| 1994 | Die Sandburg (Petits arrangements avec les morts)                            | Pascale Ferran                                                    |                                                                   |
| 1995 | Der weiße Ballon (Badkonake sefid)                                           | Jafar Panahi                                                      |                                                                   |
| 1996 | Love Serenade                                                                | Shirley Barrett                                                   |                                                                   |
| 1997 | Moe no suzaku (萌の朱雀)                                                     | Naomi Kawase                                                      |                                                                   |
| 1998 | Slam                                                                         | Marc Levin                                                        |                                                                   |
| 1999 | Marana Simhasanam                                                            | Murali Nair                                                       |                                                                   |
| 2000 | Djomeh                                                                       | Hassan Yektapanah                                                 |                                                                   |
| 2000 | زمانی برای مستی اسب‌ها, Zamani barayé masti asbha                             | Bahman Ghobadi                                                    |                                                                   |
| 2001 | Atanarjuat – Die Legende vom schnellen Läufer (Atanarjuat – The Fast Runner) | Zacharias Kunuk                                                   |                                                                   |
| 2002 | Bord de mer                                                                  | Julie Lopes-Curval                                                |                                                                   |
| 2003 | Reconstruction                                                               | Christoffer Boe                                                   |                                                                   |
| 2004 | Eine Tochter (Or)                                                            | Keren Yedaya                                                      |                                                                   |
| 2005 | Ich und Du und Alle, die wir kennen (Me and You and Everyone We Know)        | Miranda July                                                      |                                                                   |
| 2005 | Sulanga Enu Pinisa                                                           | Vimukthi Jayasundara                                              |                                                                   |
| 2006 | A fost sau n-a fost?                                                         | Corneliu Porumboiu                                                |                                                                   |
| 2007 | Jellyfish – Vom Meer getragen (Meduzot)                                      | Etgar Keret und Shira Geffen                                      |                                                                   |
| 2008 | Hunger                                                                       | Steve McQueen                                                     |                                                                   |
| 2009 | Samson & Delilah (Samson and Delilah)                                        | Warwick Thornton                                                  |                                                                   |
| 2010 | Lust ohne Grenzen (Año bisiesto)                                             | Michael Rowe                                                      |                                                                   |
| 2011 | Las Acacias                                                                  | Pablo Giorgelli                                                   |                                                                   |
| 2012 | Beasts of the Southern Wild                                                  | Benh Zeitlin                                                      |                                                                   |
| 2013 | Ilo Ilo                                                                      | Anthony Chen                                                      |                                                                   |
| 2014 | Party Girl                                                                   | Marie Amachoukeli, Claire Burger und Samuel Theis                 |                                                                   |
| 2015 | La tierra y la sombra                                                        | César Augusto Acevedo                                             |                                                                   |
| 2016 | Divines                                                                      | Houda Benyamina                                                   |                                                                   |
| 2017 | Bonjour Paris (Jeune femme)                                                  | Léonor Sérraille                                                  |                                                                   |
| 2018 | Girl                                                                         | Lukas Dhont                                                       |                                                                   |
| 2019 | Nuestras madres / Our Mothers                                                | César Díaz                                                        |                                                                   |
| 2020 | Filmfestspiele aufgrund der COVID-19-Pandemie nicht veranstaltet.            | Filmfestspiele aufgrund der COVID-19-Pandemie nicht veranstaltet. | Filmfestspiele aufgrund der COVID-19-Pandemie nicht veranstaltet. |
| 2021 | Murina                                                                       | Antoneta Alamat Kusijanović                                       |                                                                   |
| 2022 | War Pony                                                                     | Riley Keough, Gina Gammel                                         |                                                                   |
| 2023 | Inside the Yellow Cocoon Shell                                               | Pham Thien An                                                     |                                                                   |
| 2024 | Armand                                                                       | Halfdan Ullmann Tøndel                                            |                                                                   |
| 2025 | The President’s Cake                                                         | Hasan Hadi                                                        |                                                                   |

## Besondere Erwähnung (Auswahl)
| 1989 | Wallers letzter Gang                  | Christian Wagner          |
| 1989 | Warten in der Dämmerung (Piravi)      | Shaji N. Karun            |
| 1990 | Cas dluhu                             | Irena Pavlásková          |
| 1990 | Farendj                               | Sabine Prenczina          |
| 1991 | Proof – Der Beweis (Proof)            | Jocelyn Moorhouse         |
| 1991 | Sam & Me                              | Deepa Mehta               |
| 1993 | Friends                               | Elaine Proctor            |
| 1994 | Palast des Schweigens (Samt el qusur) | Moufida Tlatli            |
| 1995 | Hier spricht Denise (Denise Calls Up) | Hal Salwen                |
| 1997 | Das Leben des Jesu (La Vie de Jésus)  | Bruno Dumont              |
| 2002 | Japón                                 | Carlos Reygadas           |
| 2003 | Osama                                 | Siddiq Barmak             |
| 2004 | Lu Cheng                              | Yang Chao                 |
| 2004 | Khab-e talkh                          | Mohsen Amiryoussefi       |
| 2007 | Control                               | Anton Corbijn             |
| 2008 | Vse umrut, a ya ostanus               | Valeriya Gai Germanika    |
| 2009 | Ajami                                 | Scandar Copti Yaron Shani |
| 2022 | Plan 75                               | Chie Hayakawa             |